# Ewa Gryziecka
Ewa Gryziecka (verheiratete Kwiecińska; * 11. April 1948 in Katowice) ist eine ehemalige polnische Speerwerferin.
Bei den Leichtathletik-Europameisterschaften 1971 in wurde sie Sechste und bei den Olympischen Spielen 1972 in München Siebte.
Am 11. Juni 1972 stellte sie in Bukarest mit 62,70 m einen Weltrekord auf, der am selben Tag von Ruth Fuchs mit 65,06 m gebrochen wurde.
1972 und 1975 wurde sie Polnische Meisterin.